# Ivan Krstitelj Tkalčić
Ivan Krstitelj Tkalčić Zágráb, 1840. május 4. – Zágráb, 1905. május 11.), horvát katolikus pap, történész, akadémikus, könyvtáros, levéltáros.

## Élete
1840. május 4-én született Zágráb Nova Ves nevű városrészén. Apja, Janko Tkalčić szamobori származású, anyja Bara Martinjakova volt. Népiskolai tanulmányait a felsővárosi elemi iskolában kezdte, majd 1855-ig a Klasszikus Gimnáziumban tanult. 1855-ben belépett a zágrábi szemináriumba, ahol 1861-ben végzett. 1862-ben szentelték pappá. Ezt követően rövid ideig az érsekség irodájában dolgozott. 1862 és 1867 között Sziszeken volt káplán, majd 1905-ig a zágrábi székesegyház prebendáriusa, és a nova vesi Szent Kozma és Damján templom plébánosa volt. A zágrábi prebendári szolgálat békés életet nyújtott neki, amelyet annak a témának szentelhetett, amelyet már fiatal korában is kedvelt, ez pedig szülővárosa és a zágrábi érsekség történetének tanulmányozása volt. Teljesen az írásnak szentelte magát, rendszeresen dolgozott minden nap, egészen haláláig, mely 1905. május 11-én tollal a kezében érte. A politikai életben is tevékeny volt, 1873-ban a Független Néppárt támogatójaként zágrábi városi képviselővé választották. 1882 és 1892 között az akadémia könyvtárosa, 1896-ig pedig levéltárosa volt. A Jugoszláv Tudományos és Művészeti Akadémiának 1875-től levelező, 1883-tól pedig rendes tagja volt.

## Történészi munkássága
Történészi munkássága igen kiterjedt volt, és a horvát történettudomány terén maradandó értéket alkotott. Tanulmányozta a horvát világi és egyházi történelmet, különösen a szláv istentiszteletet és a glagolita műveltséget, valamint egyes horvátországi egyházi rendek múltját. Már sziszeki káplán korában végzett ásatásokat a római maradványok után kutatva és szép numizmatikai gyűjteménnyel rendelkezett. Ezt később a zágrábi Horvát Nemzeti Múzeumnak adományozta. Zágrábba visszatérve Tkalčić a káptalan szolgálatába állt. A káptalan levéltárán kívül kutatta a zárai, a spliti és a dubrovniki levéltárakat is. Zágrábi kutatásainak eredményeit a „Katolički list” című folyóiratban és 1873-ban és 1874-ben megjelent „Povjestni spomenici zagrebačke biskupije” (A zágrábi püspökség történeti emlékei) című kétkötetes művében tette közzé.

## Főbb művei
- Hrvatska povjestnica, 1861.
- Na uspomenu tisuću-godišnjice sv. Cyrilla i Methoda slovjenskih apostolah, Zagreb, 1863.
- Severila, ili Slika iz progonstva kršćanah u Sisku: historična pripoviest iz četvrtoga stoljeća,  Zagreb, 1866.
- Sumporne toplice kod Varaždina u Hrvatskoj: (Varaždinske Toplice), Zagreb, 1869.
- Poviest Hrvatah, Zagreb, 1870.
- Povjestni spomenici zagrebačke biskupije, I–II, 1873–74.
- Prvostolna crkva zagrebačka, Zagreb, 1880.
- Zagrebačke biskupije i njezinih istaknutih predstavnika, 1884.
- Prvostolna crkva zagrebačka nekoć i sada, 1885.
- Ivan arcidjakon Gorički: domaći pisac u XIV. vieku, Zagreb, 1886.
- Povjestni spomenici slobodnog kraljevskog grada Zagreba priestolnice Kraljevine dalmatinsko-hrvatsko-slavonske, I–XI, 1889. – 1905.
- Slob. kralj. glavni grad Zagreb do svršetka XIV. vieka, Zagreb, 1889.
- Parnice proti vješticam u Hrvatskoj, Zagreb, 1891.
- Izprave o progonu vješticah u Hrvatskoj Zagreb, 1892.
- Slob. kralj. glavni grad Zagreb u XV. vieku, Zagreb, 1895.
- Slavensko bogoslužje u Hrvatskoj, Zagreb, 1904.